# Parti du progrès (Norvège)
Pour les articles homonymes, voir Parti du progrès.
Le Parti du progrès (en norvégien : Fremskrittspartiet, abrégé en FrP) est un parti politique norvégien. Le parti s'auto-identifie traditionnellement comme libéral-classique ou libertarien,, mais il est généralement positionné à la droite du Parti conservateur et il est considéré comme le parti le plus à droite des partis représentés au Parlement de Norvège. Il est libéral sur le plan économique et conservateur sur le plan social, et est souvent décrit comme modérément populiste de droite, mais cette catégorisation est contestée à la fois par des universitaires et l'opinion publique,,. Ces dernières années, le parti contient une faction national conservatrice grandissante.
Le Parti du progrès est officiellement un parti libéral qui milite pour la baisse des impôts, le libre marché et la déréglementation de l'économie. Il souhaite également la mise en place de limites plus strictes contre l'immigration. En matière de politique étrangère, il prône une plus forte coopération avec l'OTAN, les États-Unis et Israël ainsi qu'un contrôle plus important de l'aide publique à destination des pays en développement. Il est socialement et culturellement conservateur. Enfin, il préconise la décentralisation de l'État.
Actuellement dirigé par Sylvi Listhaug, le parti a remporté 16,3 % des suffrages et 29 sièges au Storting, le parlement norvégien, lors des élections législatives de 2013. Depuis ces élections, il est le troisième parti de Norvège, après avoir été de 2005 à 2013, le second parti du pays et le premier parti d'opposition. Il fait partie de la coalition au pouvoir avec le Parti conservateur à partir des élections de 2013 et jusqu'au 20 janvier 2020.

## Histoire

### Création
Le Parti du progrès a été créé le 8 avril 1973 à l'occasion d'un discours de Anders Lange à Oslo. Ce dernier souhaitait que ce soit davantage un mouvement de protestation qu'un véritable parti politique. La contestation qu'il incarnait était dirigée contre le niveau, selon lui inacceptable, des impôts, des subventions et de la réglementation, ainsi que contre l'interventionnisme économique et la social-démocratie de « l'État nounou ».
Le parti s'appelait à l'origine Anders Langes parti til sterk nedsettelse av skatter, avgifter og offentlige inngrep, ce qui signifie « parti d'Anders Lange pour une forte réduction des impôts, des taxes et de l'interventionnisme public ». Il était couramment appelé « Parti d'Anders Lange », abrégé en ALP. C'est le 29 janvier 1977 qu'il prit son nom actuel de Parti du progrès.
Pour sa première élection législative, en septembre 1973, le parti rassemble 5 % des suffrages et obtient quatre sièges au Storting.

### Présidence de Carl I. Hagen
Après la mort de Anders Lange en octobre 1974, deux personnes vont successivement diriger le parti durant une courte période : Eivind Eckbo de 1974 à 1975 et Arve Lønnum de 1975 à 1978. Mais l'année 1977 constitue une année noire pour le Parti du progrès avec seulement 1,9 % des voix aux élections législatives et aucun élu au Storting. Ces mauvais résultats conduisent à l'élection de Carl I. Hagen à la tête du parti, lors d'un vote au congrès de 1978 à Oslo.
Carl I. Hagen restera président du Parti du progrès jusqu'en 2006. Sous sa direction, le parti deviendra le deuxième plus important mouvement politique de Norvège.
Libertarien en économie, Carl I. Hagen a été le premier politicien norvégien à plaider pour le démantèlement du fonds souverain créé pat l’État afin de placer les revenus des hydrocarbures pour financer le niveau de vie et de protection sociale des générations suivantes.
Aux élections législatives de 1989, le parti obtient 13 % des voix et vingt-deux représentants au Storting, ce qui en fait déjà la troisième force politique du pays. Il commence alors à émerger sur la scène politique locale. En 1990, Peter N. Myhre, membre du FrP et ancien dirigeant de l'organisation de jeunesse du FrP de 1978 à 1984, devient maire d'Oslo durant un peu plus d'un an.
Cependant, lors des élections législatives de 1993, le score du parti retombe à 6,3 %, son niveau de 1983. Il obtient néanmoins dix élus au parlement. Après ces élections s'ensuivra une scission avec le départ en 1994, de quatre députés issus de l'aile libertarienne du parti, qui formèrent un groupe indépendant au Storting. Ils créent même une organisation, Fridemokratene, qu'ils tentèrent sans succès de transformer en parti politique.
Aux élections législatives de 1997, le Parti du progrès retrouve une pente ascendante en rassemblant 15,3 % des électeurs et redevient ainsi le troisième parti de Norvège avec vingt-cinq sièges au Storting.
Deux ans plus tard, lors des élections locales, Terje Søviknes, second vice-président du Parti du progrès, est élu maire de la ville de Os. Il devient donc le premier membre de ce parti à avoir été élu maire d'une commune norvégienne (si l'on excepte Peter N. Myhre). Dans le même temps, vingt membres de FrP sont élus premier adjoint de leur commune.
Lors des élections législatives de 2001, le Parti du progrès ne parvient pas à conserver l'avance dont les sondages le créditaient mais réussit à maintenir son niveau de 1997 : il obtient 14,6 % des voix et vingt-six députés au parlement. Ce score lui permet de faire tomber le gouvernement travailliste dirigé par Jens Stoltenberg. Il est remplacé par une coalition de trois partis, menée par le démocrate-chrétien Kjell Magne Bondevik. Cependant, cette coalition refuse de travailler avec le FrP car elle considère que les différences politiques qui les séparent sont trop importantes.
En 2002, le Parti du progrès progresse à nouveau dans les sondages et pendant une courte période, il devient même le parti le plus populaire de Norvège, avec une forte avance en décembre 2002. Les élections locales de 2003 constituent un succès pour le FrP : dans trente communes, il obtient davantage de voix que n'importe quel autre parti. Toutefois, il ne réussit à faire élire que treize maires. Le Parti du progrès participait aux élections locales depuis 1975 mais jusqu'alors, il n'avait fait élire que deux maires. Dans la ville de Os, là où il avait remporté sa seule mairie en 1999, le vote pour le Frp passe de 36,6 % en 1999 à 45,7 % en 2003. Le parti a gagné du terrain à travers tout le pays, mais davantage encore dans les villes où il disposait d'un maire ou d'un premier adjoint.

### Exclusion des Démocrates
En 1999 et 2000, le FrP bénéficiait d'un haut niveau de popularité en Norvège. Mais lors des élections législatives de 2001, ce soutien retomba au niveau de 1997, à cause d'une polémique mettant en cause le second vice-président du parti à l'époque, Terje Søviknes, qui était impliqué dans un scandale sexuel, ainsi qu'en raison de désaccords internes. Plusieurs élus populistes locaux d'Oslo et quelques parlementaires démissionnèrent du parti. De plus, certains populistes, surnommés alors les « solistes », ont été soit suspendus du parti, comme Vidar Kleppe qui fut suspendu durant deux ans, soit exclus, comme Jan Simonsen. Les « populistes » formèrent par leur suite leur propre parti appelé Démocrates de Norvège, avec Vidar Kleppe comme président et Jan Simonsen comme vice-président.

### Progression récente
Aux élections législatives de 2005, le Parti du progrès devint le second parti représenté au Storting, avec 22,1 % des voix et trente-huit sièges. En 2006, conformément à ce qu'il avait annoncé lors du congrès du parti de 2004, Carl I. Hagen abandonna sa fonction de président du FrP. Le 6 mai 2006, lors du congrès du Parti du progrès, Siv Jensen, première vice-présidente du parti et présidente du groupe parlementaire au Storting, est élu présidente du FrP.
En 2008, le FrP bénéficia d'une progression de son niveau de popularité. Il était ainsi crédité d'un soutien de 26,3 % en mars. L'augmentation des taxes sur l'essence et le gazole effectuée par la coalition rouge-verte à la tête du pays, avait contribué à un haut niveau des prix du carburant en Norvège. Cette décision politique avait accru la popularité du Parti du progrès qui militait pour une baisse de ces taxes et selon un sondage réalisé en mai 2008 par le quotidien Verdens Gang, il recueillait un score de 27,8 %, alors que le Parti du travail, au pouvoir, atteignait seulement 26,7 %. De plus, selon ce même sondage, une éventuelle coalition entre le Parti du progrès et le Parti conservateur, aurait recueilli 47 % des voix contre à peine 41 % pour la coalition rouge-verte.
Selon un autre sondage réalisé par Norstat pour NRK en juin 2008, le FrP était devenu pendant un temps le premier mouvement politique de Norvège, avec 30,8 % de soutien contre 26,6 % pour son adversaire travailliste. Ce dernier a depuis rattrapé son retard. Ainsi aux élections législatives de septembre 2009, le Parti du progrès rassemble 22,9 % des électeurs contre 35,4 % pour le Parti travailliste. Le FrP réalise ainsi le meilleur score de toute son histoire et gagne trois sièges par rapport à 2005 mais cela reste insuffisant pour qu'une éventuelle coalition de droite, avec notamment le Parti conservateur, puisse disposer d'une majorité au Storting. La coalition de gauche, reconduite au pouvoir, détient en effet quatre-vingt-six sièges contre quatre-vingt-trois pour la droite.

### Recul mais participation au gouvernement
Lors des élections législatives de 2013, le FrP recueille 462 225 voix soit 16,3 % des suffrages exprimés et 29 sièges au Parlement. Il redevient ainsi le troisième parti du pays. Malgré cet important recul (-6,6 points et perte de 12 députés), il est question pour la première fois d'une entrée au gouvernement, aux côtés du Parti conservateur, du Parti populaire chrétien, du Parti du centre et de Venstre.
Les discussions aboutissent finalement à la formation d'une coalition gouvernementale composée de Høyre et du Parti du progrès et soutenue de l'extérieur par les petits partis politiques du centre-droit. Le 16 octobre 2013, sept membres du Parti du progrès sont nommés au gouvernement sur 18 ministres. Siv Jensen devient ministre des Finances.
En janvier 2020, le Parti du Progrès annonce son départ du gouvernement de coalition pour protester notamment contre le rapatriement de Syrie d'une épouse de jihadiste.

### Direction du parti
- Anders Lange (1973-1974), fondateur
- Eivind Eckbo (1974-1975), président par intérim
- Arve Lønnum (1975-1978), président
- Carl I. Hagen (1978-2006), président, démission en 2006
- Siv Jensen (2006-2021), présidente
- Sylvi Listhaug (depuis 2021), présidente

## Résultats  électoraux

### Élections au Storting
| Année | Voix    | %    | Rang | Sièges   | Gouvernement                                             |
| ----- | ------- | ---- | ---- | -------- | -------------------------------------------------------- |
| 1973  | 107 784 | 5,0  | 6e   | 4 / 155  | Opposition                                               |
| 1977  | 43 351  | 1,9  | 7e   | 0 / 155  | Opposition                                               |
| 1981  | 109 564 | 4,5  | 5e   | 4 / 155  | Opposition (1981), soutien à Willoch (1981-1985)         |
| 1985  | 96 797  | 3,7  | 6e   | 2 / 157  | Soutien à Willoch (1985-1986), opposition (1986-1989)    |
| 1989  | 345 185 | 13,0 | 3e   | 22 / 165 | Opposition                                               |
| 1993  | 154 497 | 6,3  | 6e   | 10 / 165 | Opposition                                               |
| 1997  | 395 376 | 15,3 | 2e   | 25 / 165 | Soutien à Bondevik I (1997-2000), opposition (2000-2001) |
| 2001  | 369 236 | 14,6 | 3e   | 26 / 165 | Soutien à Bondevik II                                    |
| 2005  | 582 284 | 22,1 | 2e   | 38 / 169 | Opposition                                               |
| 2009  | 614 724 | 22,9 | 2e   | 41 / 169 | Opposition                                               |
| 2013  | 463 560 | 16,3 | 3e   | 29 / 169 | Solberg                                                  |
| 2017  | 444 423 | 15,2 | 3e   | 27 / 169 | Solberg (2017-2020), opposition (2020-2021)              |
| 2021  | 346 774 | 11,6 | 4e   | 21 / 169 | Opposition                                               |

### Élections régionales
| Année | Voix    | %   | Sièges   | +/- | Rang |
| ----- | ------- | --- | -------- | --- | ---- |
| 2019  | 215 133 | 8,6 | 58 / 633 |     | 4e   |

### Élections municipales
| Année | Voix    | %   | Rang |
| ----- | ------- | --- | ---- |
| 2019  | 218 910 | 8,3 | 4e   |

## Programme politique
Le Parti du progrès se définit lui-même comme un parti « libéraliste », basé sur les traditions et l'héritage culturel de la Norvège et de l'Occident, ainsi que sur une vision chrétienne et humaniste de la vie. La principale cause qu'il défend est la forte réduction des impôts et de l'interventionnisme.

### Économie et social
Le FrP propose d'augmenter la taxation sur la consommation pour compenser une réduction de la taxation sur le travail bien qu'il souhaite avant tout réduire les taxes sur l'essence. La diminution des taxes sur la nourriture de 24 % à 12 % figure aussi parmi ses propositions. Récemment, le FrP s'est opposé à une hausse des taxes sur le carburant intervenue le 1er juillet 2008 et a réclamé au contraire une baisse de trente centimes d'euro sur le prix du carburant.

### Marché du travail
Le FrP propose une déréglementation du marché du travail de façon notamment à laisser les salariés et les employeurs négocier les contrats de travail sans contrainte, pour peu qu'ils respectent les conditions d'hygiène et de sécurité.

### Commerce mondial
Le parti s'oppose à tout protectionnisme, il est en faveur du libre-échange et souhaite que les échanges commerciaux soient les plus libres possibles, de même que le marché des capitaux.

### État-providence
Sans être opposé à l'État-providence, le Parti du progrès milite pour une concentration des aides sociales sur les plus nécessiteux, au détriment des actifs. Il plaide aussi depuis longtemps pour une augmentation des allocations en faveur des personnes âgées.

### Institutions
Le Parti du progrès prône la décentralisation et la mise en place de référendums contraignants. En effet, en Norvège, le résultat d'un référendum n'engage pas le gouvernement, même si en pratique ils ont toujours été respectés. Il veut aussi abolir la loi actuelle qui fait qu'un vote dans un comté de grande superficie a plus de poids qu'un vote dans une aire urbaine densément peuplée comme Oslo. Enfin, il veut supprimer le Parlement sami de Norvège ainsi que les aides financières consacrées à la revitalisation de la langue et de la culture du peuple indigène Saami.

### Rôle de l'État
Pour le Parti du progrès, le rôle de l'État doit être limité à un nombre restreint de domaine d'intervention :
- l'armée : avec une forte coopération avec l'OTAN.
- la politique étrangère : pour le FrP, elle doit être fondée sur la protection des intérêts de la Norvège. Il souhaite une proche collaboration avec les États-Unis et Israël, ainsi que davantage de contrôle concernant l'aide publique aux pays en développement.
- la justice : le parti propose une simplification et une mise à jour des lois dans leur contenu et dans leur forme, ainsi que la réduction de l'utilisation des écoutes téléphoniques qui devraient selon lui être limitées aux crimes graves et aux menaces contre la sécurité de l'État.
- l'éducation : la principale différence entre le FrP et les autres partis norvégiens concerne le financement par l'État des écoles et des universités privées auquel le Parti du progrès est favorable afin d'offrir selon lui des conditions d'enseignement qui soient égales pour tous. Un renforcement de la discipline fait souvent aussi partie de ses revendications, de même qu'une diminution du rôle de l'école concernant certaines fonctions sociales qui devraient être plutôt dévolues à la famille.
- la politique sociale : la position du parti peut se résumer au principe suivant « aider les autres à s'aider eux-mêmes ». Il souhaite aussi que l'argent public serve à aider directement les familles plutôt qu'il serve à financer les institutions publiques chargées de l'éducation ou des soins. Enfin, pour le FrP, l'attribution des aides sociales devrait être « liée à la nationalité ou à des droits acquis »[37].
- les transports : le Parti du progrès est souvent considéré comme étant « le parti de l'automobiliste ». Il est favorable à une augmentation des dépenses en faveur de la construction et de l'entretien des routes et est contre le système des péages en raison du fait que, selon lui, en Norvège, seulement une petite partie de l'argent perçu aux péages sert réellement à entretenir et construire des routes. Certains de ses membres ne sont pas non plus favorables aux dépenses destinées au financement des transports ferroviaires.
- la Banque de Norvège : le parti milite pour une plus grande indépendance de la banque centrale de Norvège.

Le FrP plaide également pour une externalisation de certains services publics.

## Critiques
Le Parti du progrès fait l'objet de critiques de la part de ses opposants pour plusieurs raisons, à commencer par son populisme ancré à droite et son caractère imprévisible. En effet, il est parfois considéré par ses opposants et par certains observateurs politiques comme appartenant à la droite populiste,,,,,.
Il est aussi attaqué pour ses opinions sur les questions environnementales et sur le réchauffement climatique.
Dans les années 1990, certains spécialistes politiques ont classé le FrP parmi les mouvements politiques d'« extrême droite » ou de la « droite radicale extrémiste,,,,,, ». Depuis, les termes utilisés pour le définir, et pour définir les partis politiques similaires en Europe, ont varié : il peut être décrit comme libertarien-conservateur, populiste de la droite radicale, ethno-nationaliste xénophobe ou encore nationaliste religieux,. Le Parti du progrès rejette quant à lui toutes ces appellations.

### Populisme
Le FrP est parfois qualifié, particulièrement par la gauche, de populiste de droite, notamment à cause de ses positions sur l'immigration et sur les moyens qu'il préconise pour combattre la délinquance et la criminalité.
L'ancien secrétaire du Parti du travail, Martin Kolberg, l'ancien président du Parti socialiste de gauche, Erik Solheim, et l'ancien premier ministre et ancien président du Parti populaire chrétien, Kjell Magne Bondevik ont tous trois accusé le FrP de populisme de droite. Des spécialistes politiques comme Bernt Hagtvet, Anders Horn et Peter M. Johansen, ont aussi utilisé ce qualificatif. Dans un article publié sur forskning.no en février 2003, il est rapporté que le professeur de science politique à l'Université norvégienne de sciences et de technologie, Anders Todal Jensen, pense que le Parti du progrès est « le seul parti populiste de Norvège ». Pour Jensen, Carl I. Hagen, l'ancien dirigeant du FrP, était un « superpopuliste ».
Cette catégorisation est rejetée aussi bien par le parti lui-même que par d'autres observateurs y compris la Première ministre Erna Solberg et certains politologues,,,,. Le FrP est aussi décrit comme le plus modéré des partis populistes européens.

### Immigration
La politique d'immigration préconisée par le Parti du progrès a été pendant longtemps un sujet de discussion animée. Elle consiste à accepter les immigrés qui trouvent un emploi et apprennent le norvégien rapidement, et à expulser les criminels étrangers. Dans son discours d'ouverture de la campagne électorale de 2007, Siv Jensen, la présidente du parti, affirma que la politique d'immigration actuelle était un échec parce qu'elle acceptait que les criminels étrangers restent en Norvège et qu'elle rejetait les gens qui travaillent dur et qui respectent les lois.
Les opposants au parti l'accusent de xénophobie alors que ses partisans affirment que les propositions mises en avant par le FrP sont un moyen de régler le problème, révélé par le Bureau central des statistiques de Norvège, de la sur-représentation des immigrés extra-européens dans les statistiques des crimes et délits commis en Norvège. Il nie cependant toute idée de racisme, avançant que c'est devenu « un terme à la mode » employé dès lors que l'on critique les immigrés, en particulier s'ils sont musulmans.

#### Tract de 2005 sur l'immigration
Au cours de la campagne législative de 2005, le Parti du progrès distribua un tract à propos des criminels immigrés. Le texte mentionnait la phrase suivante : « l'auteur du crime est d'origine étrangère… ! ». La publication de ce tract souleva de fortes critiques de la part des autres partis norvégiens qui dénoncèrent une stigmatisation des immigrés. Le premier ministre démocrate-chrétien, Kjell Magne Bondevik, reprocha au parti de « jouer sur la peur des étrangers ».
Pour le FrP, ces critiques n'ont fait que déformer le sens initial du message. Il insista sur le fait que sur la page d'après, on pouvait lire une déclaration d'un immigré d'origine pakistanaise : « les plus enthousiastes à l'idée de se débarrasser des criminels immigrés, ce sont nous, les immigrés honnêtes ». Le président du parti, à l'époque Carl I. Hagen, assurait alors : « Bondevik a tort ici. le tract dit que beaucoup d'immigrés sont citoyens respectueux des lois, qui font un travail fantastique pour la Norvège. Mais malheureusement, il y en a trop qui ne le sont pas. les statistiques montrent clairement que la criminalité est en hausse parmi les immigrés ». Le Parti du progrès maintient qu'il n'a rien contre les immigrés qui respectent les lois et qu'il rejette tout discrimination basée sur la couleur de peau, la race, et les origines culturelles, ethniques et religieuses.

### Guerre contre le terrorisme
Même si le FrP n'aborde pas souvent la question de la guerre contre le terrorisme, il se prononce clairement pour un soutien aux États-Unis. Il fut ainsi le seul parti norvégien à avoir soutenu l'opération Liberté irakienne en 2003. Carl I. Hagen déclara un jour dans une interview que « tous les musulmans ne sont pas terroristes mais que la plupart des terroristes sont musulmans ». Lorsque le journaliste lui demanda pourquoi il ne prenait pas en compte le terrorisme au Pays basque et en Irlande du Nord, il répondit qu'il s'agissait là de « conflits nationaux, et [que] cela [n'avait] rien à voir avec le [terrorisme international] ».

### Politique environnementale
Le Parti du progrès est le seul parti norvégien à débattre de la question du réchauffement climatique et à s'interroger pour savoir s'il constitue ou non une menace. C'est aussi le seul à s'opposer à la participation de la Norvège au protocole de Kyoto, officiellement en raison du fait que les pays qui contribuent le plus à l'émission de dioxyde de carbone, comme les États-Unis et la Chine, n'ont eux-mêmes pas signé le protocole. Allant plus loin, le porte-parole du FrP pour les questions environnementales, Øyvind Korsberg, a applaudi la décision des États-Unis de ne pas signer le traité en question et a indiqué que le parti était « très heureux » car selon eux, le protocole est basé sur des bases scientifiques très douteuses. Le FrP pense que plusieurs raisons peuvent expliquer le phénomène du réchauffement climatique et que certaines d'entre elles n'ont rien à voir avec l'activité humaine. Ils se prononcent aussi en faveur de la réduction du prix de l'essence, laquelle est actuellement fortement taxée, qui atteint parfois quatorze couronnes par litre (environ 1,9 euro par litre).

### Isolement
Depuis sa création, les autres mouvement politiques de Norvège ont mis en place une politique d'isolement à l'égard du Parti du progrès, en refusant systématiquement sa participation à une coalition de gouvernement, et cela en dépit de l'important soutien populaire dont bénéficie le FrP.
Néanmoins, à la suite des élections législatives de 2005 qui avaient été marquées par une forte progression du soutien populaire apporté au Parti du progrès, le Parti conservateur, avait affirmé vouloir être « un pont entre le FrP et le centre » et avait évoqué l'idée d'une coalition avec lui. De leur côté, le parti chrétien-démocrate Parti populaire chrétien et le parti libéral Venstre ont longtemps rejeté toute possibilité de coalition avec le Parti du progrès, en raison notamment d'une trop grande différence de vues sur l'immigration et l'utilisation des revenus des hydrocarbures. Ces deux partis ont toutefois donné leur accord pour soutenir un gouvernement d'alliance entre Høyre et le FrP, en échange de garanties sur des sujets politiques leur tenant à cœur, tel que l'arrêt des recherches de pétrole proche de la côte, au Nord du pays.